# Mnihla (délégation)
Pour la ville, voir Mnihla.
Mnihla est une délégation tunisienne dépendant du gouvernorat de l'Ariana.
En 2004, elle compte 53 752 habitants dont 27 937 hommes et 25 815 femmes répartis dans 11 950 ménages et 14 370 logements.